# Мордано
Мордано (итал. Mordano) —  коммуна в Италии, располагается в регионе Эмилия-Романья, подчиняется административному центру Болонья.
Население составляет 4248 человек, плотность населения составляет 202 чел./км². Занимает площадь 21 км². Почтовый индекс — 40027. Телефонный код — 0542.
Покровителем коммуны почитается святой великомученик Евстафий, празднование 20 сентября.

## Города-побратимы
- Мезёхедьеш, Венгрия (1990)